# CD4
CD4 je označení pro diferenciační skupinu povrchových glykoproteinů přítomných především na vnější straně cytoplazmatické membrány pomocných T-lymfocytů, a proto se také tyto lymfocyty označují jako CD4+ T-lymfocyty. Mimo to se však vyskytují i u některých jiných bílých krvinek, jako jsou monocyty, makrofágy či Treg lymfocyty.
CD4 je především koreceptor, jenž se váže na antigeny vystavované na komplexech MHC II. třídy. Tím posiluje účinek T-buněčného receptoru (TCR) a zvyšuje stabilitu vazby mezi T-lymfocytem a antigen prezentující buňkou. Společně hledají na MHC komplexech podezřelé molekuly pocházející například z fagocytovaných bakterií; tyto molekuly signalizují napadení těla bakteriemi. Když se naváže pomocný T-lymfocyt na takovou molekulu, aktivuje se a dozraje v Th1 nebo Th2 lymfocyt.

## Struktura
CD4 je protein složený z jednoho řetězce. Má 4 imunoglobinové domény (D1, D2, D3, D4).
Doména D1 je strukturně podobná variabilní doméně VL. Doména D2 je strukturně odlišná od variabilní a konstantní domény. D3 a D4 domény jsou strukturně podobné konstantní doméně CL.
Domény D1 a D2 jsou těsně spojené, vzhledem připomínají rovnou tyč, která je dlouhá 6 nm. Domény D3 a D4 jsou spojeny stejně jako domény D1 a D2.  Domény D2 a D3 jsou na sebe napojeny ohebným spojem. Vazebné místo pro MHC II třídy je laterální strana domény D1.
T buňky, které mají na povrchu CD4 proteiny jsou specifické pro vazbu MHC II třídy. MHC I třídy se váže na T buňky, které mají na povrchu CD8 proteiny.

## Funkce
CD4 je koreceptor T buněčného receptoru (TCR). CD4 napomáhá v komunikaci s antigen prezentujícími buňkami (APC) a tím podporuje efektivní odpověď na antigen.
CD4 povrchové proteiny T buněk jsou v přímém kontaktu s MHC molekulami. TCR komplex a CD4 se váže na MHC II třídy.
CD4 napomáhá spouštění signálů, které vedou k aktivaci transkripčních faktorů, např.: NF-κB, NFAT, AP-1. Tím se zvyšuje aktivace T buněk.

## HIV
Virus HIV-1 využívá CD4 k průniku do T buněk pomocí proteinu gp120. Vazba gp120 na CD4 způsobuje posun konformace gp120, což umožňuje vazbu HIV-1 na koreceptory na hostitelské T buňce. Těmito koreceptory jsou chemokinové receptory CCR5 a CXCR4. Virus HIV následně fúzuje s buněčnou membránou.